# Air Tractor AT-802
El Air Tractor AT-802 es un avión de agricultura que también puede ser adaptado para la lucha aérea contra incendios, diseñado y construido por el fabricante aeronáutico estadounidense Air Tractor. Realizó su primer vuelo en octubre de 1990.

## Variantes
- AT-802 - Versión biplaza con asientos en tándem
- AT-802A - Versión monoplaza
- AT-802U - Versión militarizada para misiones de contrainsurgencia. Blindada y con capacidad para transportar armamento.[1]
- AT-802F o AT-802AF - Versión contra incendios.[2]
- Fire Boss - Variante del AT-802F equipada con flotadores.[2]

## Usuarios
Argentina

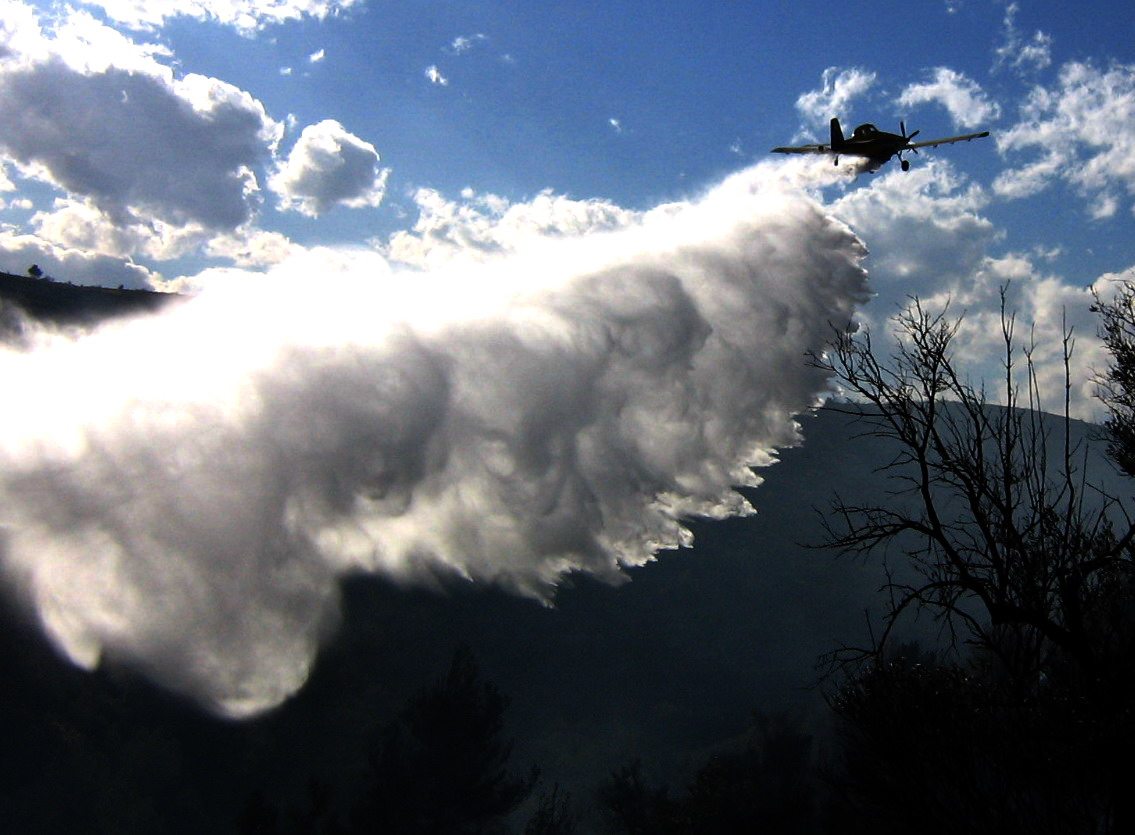
Descarga de agua de un Air Tractor en apoyo a los bomberos

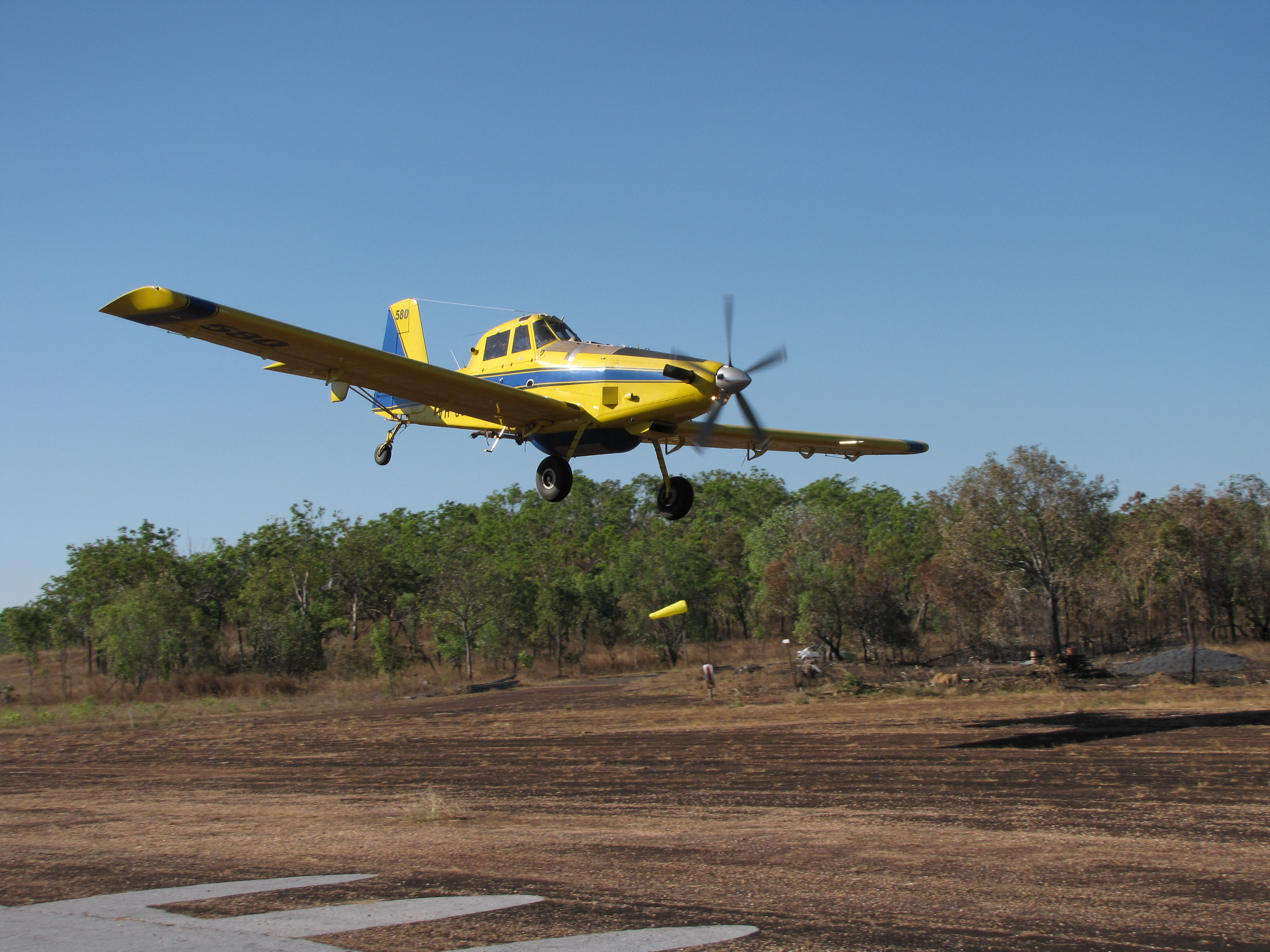
AT-802 aterrizando.

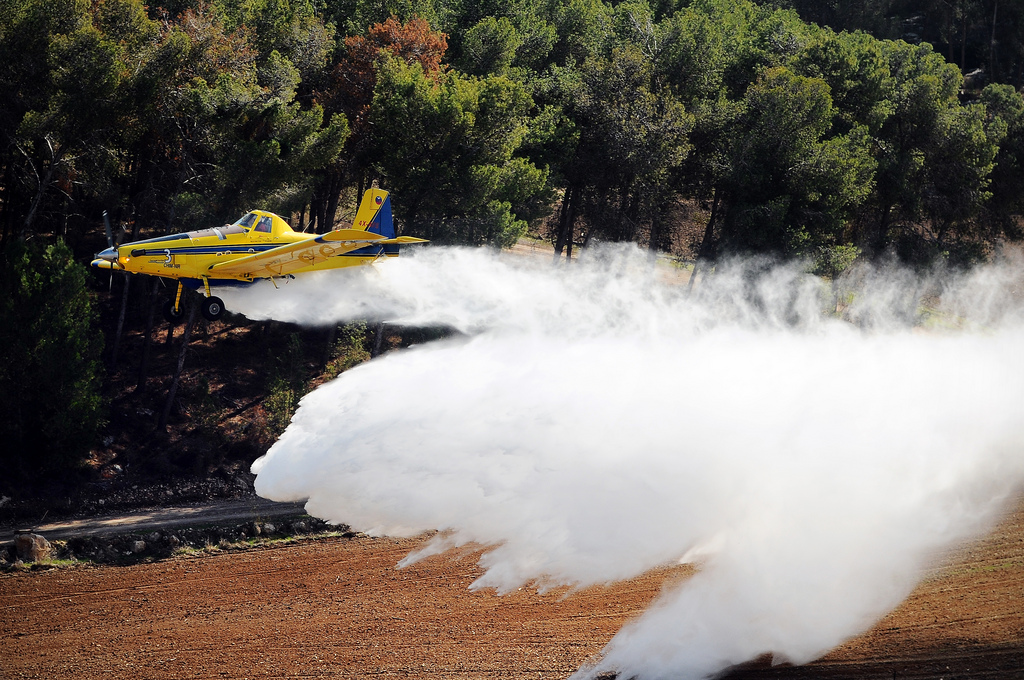
AT-802F de la Fuerza Aérea Israelí realizando una suelta de agua.

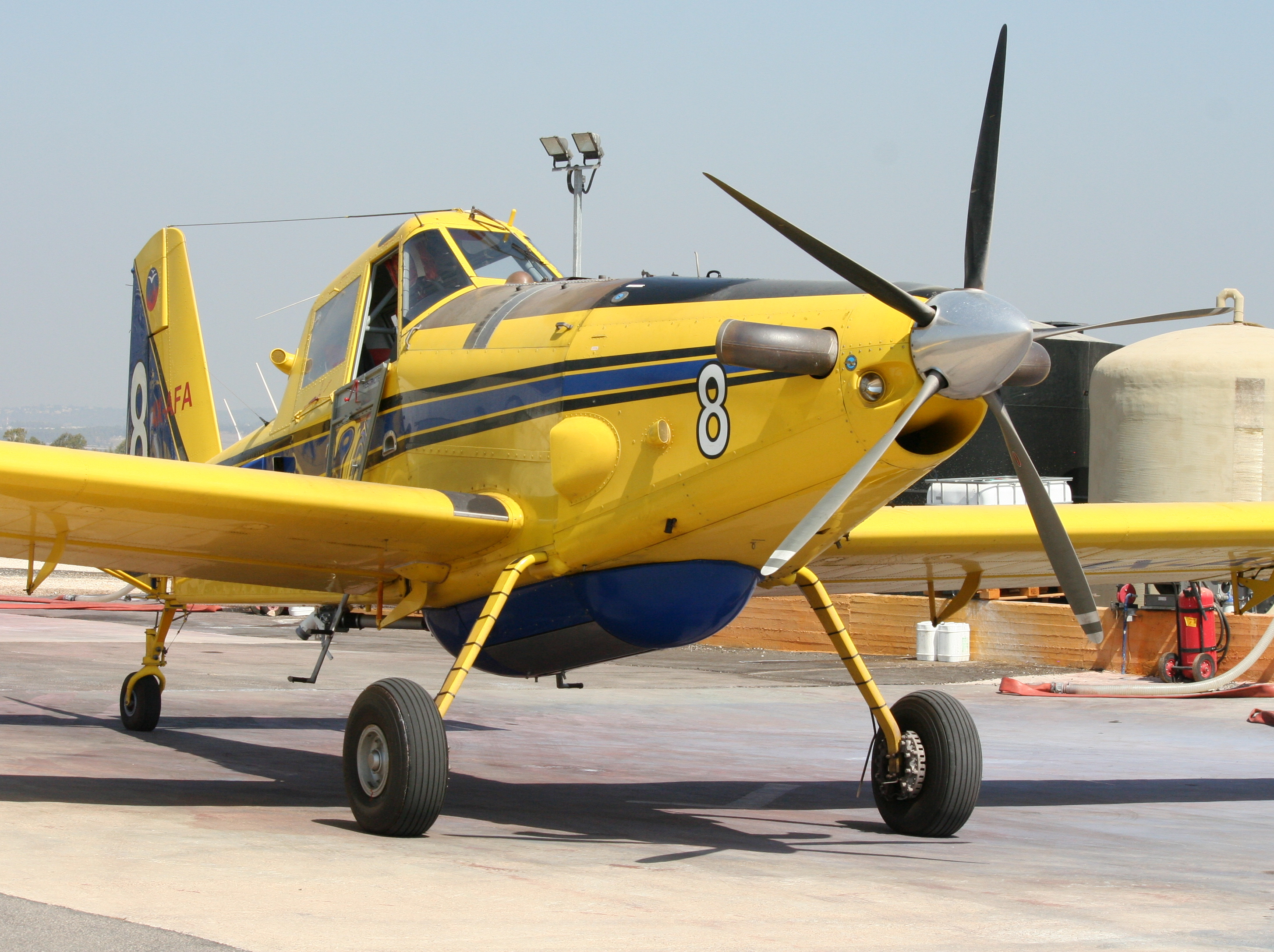
AX-AFA de la Corporación Nacional Forestal

- Servicio Nacional de Manejo del Fuego

 Australia
 Chile
- Corporación Nacional Forestal 3 AT-802F.
- Martínez Ridao Chile Ltda.[3] 7 AT-802F
- FAASA Chile.[4] 7 AT-802F

 Colombia
- Policía Nacional de Colombia

 Croacia
- Fuerza Aérea Croata - 5 AT-802A Fire Boss + 1 AT-802F

 Gambia
 Israel
- Fuerza Aérea Israelí - 14 AT-802F[5]

 Italia
- Protezione Civile - 10 AT-802A Fire Boss

 Macedonia del Norte
 Montenegro
 España
- Inaer - 3 AT-802A[6]
- Titan Firefighting - 15 AT-802 + 15 AT-802F[7]

 Emiratos Árabes Unidos
- Fuerza Aérea de los Emiratos Árabes Unidos - 10 AT-802U

 Estados Unidos

### Aeronaves similares
- Ayres Thrush
- Embraer EMB 202 Ipanema
- Grumman AgCat
- PZL-106 Kruk
- PZL Mielec M18 Dromader
- Zlin Z-37 Cmelak